# Mangora spiculata
Mangora spiculata är en spindelart som först beskrevs av Nicholas Marcellus Hentz 1847.  Mangora spiculata ingår i släktet Mangora och familjen hjulspindlar. Inga underarter finns listade i Catalogue of Life.